# François Gross
François Gross (* 18. März 1931 in Lausanne; † 27. Dezember 2015) war ein Schweizer Journalist aus dem Kanton Freiburg.

## Leben
Gross studierte Politikwissenschaft an der Universität Lausanne. Anschliessend war er als Redaktor und Frankreich-Korrespondent der Gazette de Lausanne tätig. Von 1964 bis 1970 war er Chefredaktor des Téléjournal der Télévision Suisse Romande. 1970 übernahm er die Chefredaktion der Freiburger Tageszeitung La Liberté, welche er von einem Hausblatt des politischen Katholizismus in eine konfessionell und politisch unabhängige Forumszeitung umwandelte. Seine bissigen Editorials waren im konsensgewohnten Kanton Freiburg rasch gefürchtet. Zudem lehrte Gross am Institut für Journalismus der Universität Freiburg.
Nach seinem Rücktritt aus der Chefredaktion der Liberté 1990 war Gross als Korrespondent und Kolumnist verschiedener Medien der Romandie sowie zeitweise als Chefredaktor von Schweizer Radio International tätig. Er war Gründungsmitglied und Präsident von Reporter ohne Grenzen sowie Mitgründer der Fondation Hirondelle, die unabhängige Medien in Krisengebieten unterstützt.
1997 erhielt Gross den französischen Ordre national du Mérite und 2014 den «Reinhardt von Graffenried Lifetime Achievement Award» im Rahmen der Schweizer Medienpreise für Lokaljournalismus.

## Publikationen
- Fribourg, éditions Avanti 1977
- Le projet de Constitution fédérale, Payot 1977
- La Suisse ou le piège des certitudes, Payot 1978 (Mitautor)
- mit Philippe de Weck: Ein Bankier steht Rede und Antwort: François Gross im Dialog mit einem Schweizer Bankier (Originaltitel: Un bancier suisse parle, übersetzt von Rita Peterli),  Panorama, Altstätten 1984, DNB 861219503.
- mit Dieter Krumbach (Redaktion): Das Flugzeug, 1000 Fotos (Originaltitel: Les avions en 1000 photos, übersetzt von Jürgen Brust). K. Müller, Erlangen 1994, ISBN 3-86070-287-4.
- Quoi de neuf ?, L’Aire, 2003.